# Pterosturisoma microps
Pterosturisoma microps är en fiskart som först beskrevs av Eigenmann och Allen 1942.  Pterosturisoma microps ingår i släktet Pterosturisoma och familjen Loricariidae. Inga underarter finns listade i Catalogue of Life.